# Provincia de Tanba
La provincia de Tanba (丹波国 Tanba no kuni?) fue una antigua provincia de Japón que incluía parte de lo que actualmente conforma la prefectura de Kioto y parte de la prefectura de Hyōgo. 
La provincia de Tanba tenía frontera con las provincias Harima, Ōmi, Settsu, Tajima, Tango, Wakasa y Yamashiro.